# Charles Adler
Charles Adler (21. marts 1886 i Miami – 29. januar 1966 i Dade County) var en amerikansk teater- og filmskuespiller i 1920'erne og 1940'erne. Han var søn af skuespillerene Jakob Pavlovitsj Adler og Jenny Kaiser og stedsøn af Sara Adler, og halvbror til Luther Adler,Stella Adler og Jay Adler, der alle sammen var skuespillere.
Han var medlem af Yacht Club Boys, en sang gruppe, som optrådte i flere film i 1920'erne og 1930'erne.